# Fritz Kiersch
Fritz Kiersch, właściwie George Keith Kiersch (ur. 23 lipca 1951 w Alpine w Teksasie) – amerykański reżyser filmowy, okazjonalnie scenarzysta i producent. Twórca kultowego horroru Dzieci kukurydzy (1984).

## Życiorys
Karierę w branży filmowej rozpoczął od pracy w charakterze asystenta operatora przy realizacji spotów reklamowych. Następnie zajmował się asystowaniem przy reżyserii, a także kierował produkcją filmów. Jego najpopularniejszy obraz, mroczny horror Dzieci kukurydzy (Children of the Corn, 1984), był zarazem jego debiutem reżyserskim. Realizacja tego filmu przyniosła mu nagrodę dla najlepszego filmu fantasy podczas '84 Brussels International Festival of Fantasy Film oraz nominację do Grand Prix w trakcie '85 Avoriaz Fantastic Film Festival.

## Filmografia
Reżyseria:
- 2006: The Hunt
- 2006: Oprawca (Surveillance)
- 1997: Crayola Kids Adventures: Tales of Gulliver's Travels
- 1995: Przybysz (The Stranger)
- 1994: Zabójcza intryga (Shattered Image)
- 1992: Śmierć w słońcu (Into the Sun)
- 1990–1991: Potwór z bagien (Swamp Thing) (serial TV)
- 1990: Urok mordercy (Fatal Charm)
- 1989: Under the Boardwalk
- 1987: Gor
- 1986: Winners Take All
- 1985: Gang Tuff (Tuff Turf)
- 1984: Dzieci kukurydzy (Children of the Corn)

Scenariusz:
- 2006: The Hunt

Produkcja:
- 2009: Unsolved